# دونكان كامينغز
دونكان كامينغز (بالإنجليزية: Duncan Cummings)‏ هو لاعب كرة قدم أسترالي، ولد في 20 مارس 1958 في مانشستر في المملكة المتحدة. شارك مع منتخب أستراليا لكرة القدم. أما مع النوادي، فقد لعب مع نادي جنوب ملبورن.